# Торболе-Казалья
Торболе-Казалья (итал. Torbole Casaglia) — коммуна в Италии, располагается в провинции Брешиа области Ломбардия.
Население составляет 5108 человек, плотность населения составляет 393 чел./км². Занимает площадь 13 км². Почтовый индекс — 25030. Телефонный код — 030.
Покровителями коммуны почитаются святые мученики Фаустин и Иовита, празднование 15 февраля.